# Pentatónia
A pentatónia (pentaton hangsor, pentaton skála) kvintláncon alapuló ötfokú hangsor, melyben nincs félhanglépés, a hangközök pedig nagyszekundok és kistercek. Ismertek azonban kis szekundokat tartalmazó hemitonikus ötfokú skálák is. Sok madár ebben a hangsorban énekel. Az egész világon elterjedt. Népszerűségét a legdisszonánsabb hangközök kiküszöbölésének köszönheti: a kisszekundok mellett elmaradnak a nagyszeptimek és a tritónusok is.
A természetes pentaton hangsor a kvintlánc alapján jön létre (például c-g-d-a-e). A diatonikus hangsor szempontjából nézve a 4. és 7. hang marad ki. Az öt hang bármelyike lehet alaphang, e szerint öt fajtáját különböztetjük meg:
| hangsor neve              | hangsor szolmizálva | hangsor törzshangokkal |
| ------------------------- | ------------------- | ---------------------- |
| dúr-pentaton, dó-sor      | d-r-m-s-l           | c-d-e-g-a              |
| dór-pentaton, re-sor      | r-m-s-l-d           | d-e-g-a-c              |
| fríg-pentaton, mi-sor     | m-s-l-d-r           | e-g-a-c-d              |
| mixolíd-pentaton, szó-sor | s-l-d-r-m           | g-a-c-d-e              |
| moll-pentaton, lá-sor     | l-d-r-m-s           | a-c-d-e-g              |

A moll-pentaton előfordulása a magyar népzenében gyakori. Különösen a régies stílusú magyar népdalok között találunk sokat, melyek ereszkedő dallamszerkezetűek, a kvintváltás lefelé történik bennük.
A pentaton skála a könnyűzenében ma is gyakran használt improvizációs skála.

## Elterjedtsége

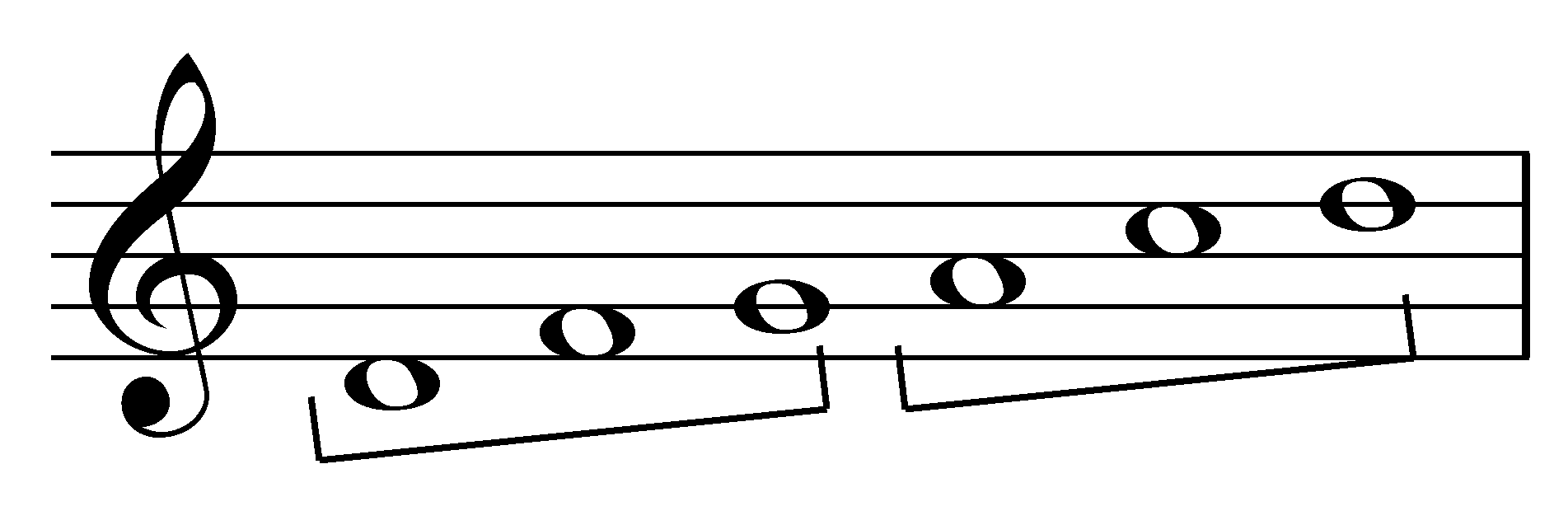
Minyō skála D-ről indítva, és a megfelelő yo skála D-ről indítva, a zárójelek a kvartokat mutatják.

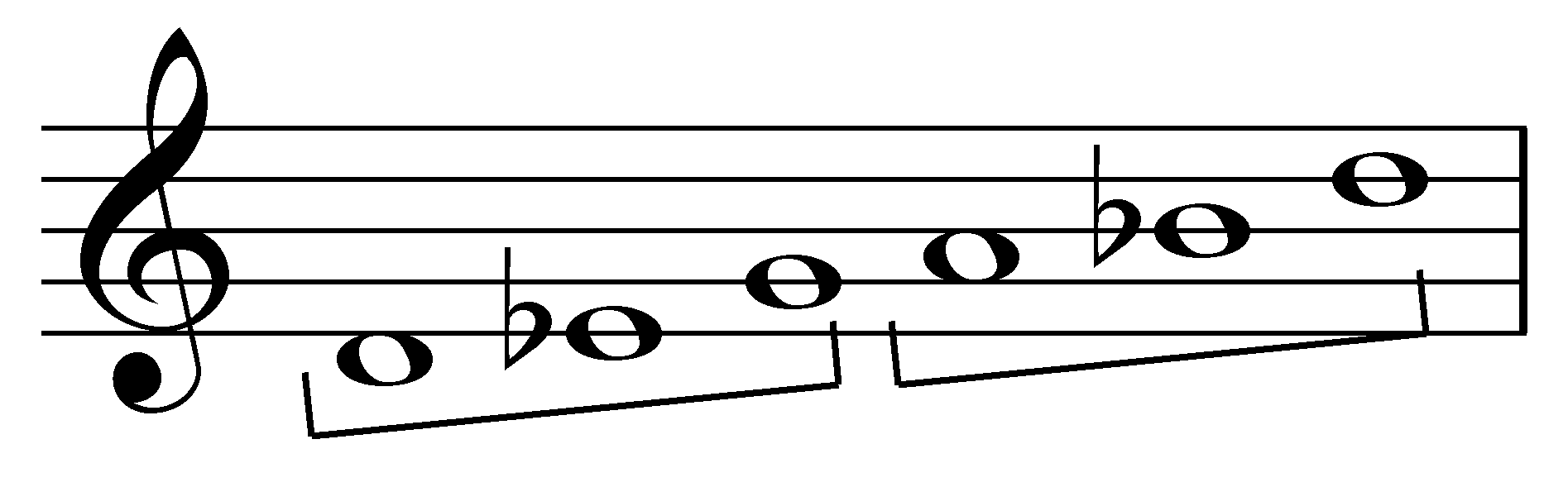
Miyako-bushi skála D-ről indítva, megfelelője az in skála D-ről indítva, a kvartok zárójelekkel kiemelve.

A magyar népzene mellett megtalálható a kelta, a számi, a görög, az indián és az amerikai népzenében, a közép-volgai népek zenéjében (csuvas, tatár, mari), a nyugat-afrikai zenében, az afroamerikai spirituálékban, a gospelban, a rockban, a jazzben, a bluesban, az ókori görög zenében, az etióp krarban, az indonéz gamelanban, a Fülöp-szigeteki kulintangban, a koreai, laoszi, thaiföldi, maláj, japán, kínai és vietnámi zenében, a népzenét is beleértve, az afro-karib hagyományban, az andoki zenében, a tátrai lengyeleknél, és az impresszionista zenében, például Claude Debussynél.

## Az ötfokú skálák típusai

### Hemitónikus és anhemitónikus skálák
A népzenegyűjtők az ötfokú skálákat hemitónikusra és anhemitónikusra osztályozzák. A hemitónikus skálák tartalmaznak egy vagy több félhanglépést, az anhemitónikusok nem. A japán zenében a yo skála az in skálával szemben. A hemitónikus ötfokú skálát ditonikus skálának is nevezik a legnagyobb lépésközről, ami például a c–e–f–g–h–c hangok között az c–e és a g–h lépés. Nem tévesztendő össze a csak két hangot tartalmazó, szintén ditonikusnak nevezett skálával.

### Dúr skálák
A pentaton skálák többféleképpen is felépíthetők. Gondolhatunk rájuk hiányos hétfokú skálaként, amiből mellőztek két hangot. A pentaton skála azonban teljes a tonalitás értelmében. Megalkotható a kvintkör öt egymást követő hangjából; C-ről indulva ezek c, g, d, a és e, egy oktávba áttéve c, d, e, g, a.
| C major pentatonic scale | lejátszás |

Az elhagyásos módszer a c-dúr diatonikus skálából a negyedik és a hetedik hangot hagyja el, vagyis az f-et és a h-t. A megmaradt hangok: c, d, e, g és a transzponálhatók a zongora fekete billentyűire: gesz, ász, bé, desz, esz.
A harmadik és a hetedik hang elhagyása az f,g,a,c,d, a negyedik és az első hang elhagyása a g,a,h,d,e pentaton skálát eredményezi.

### Moll skálák
Habár több moll pentaton skála létezik, mollnak leginkább azt a skálát nevezik, ami a természetes moll skála 1., 3., 4., 5. és 7. hangját használja. Hiányos blues skálának is vehető. A c-moll pentaton skála a c, esz, f, g, bé hangokat tartalmazza. Az A-moll pentaton az a, c, d, e, g hangokból áll. Ez az utóbbi tartalmazza az a-moll hármashangzat mindhárom hangját.
| A-moll pentaton skála | lejátszás |

A moll pentaton skálára példa a "Land of the Silver Birch" kanadai népének. Egyszerűsége miatt a legtöbb gyerekdal pentaton. Gershwin bölcsődala, a "Summertime" is pentaton természetű, ami különösen esz-mollban nyilvánvaló; ekkor ugyanis csak versszakonként egyszer érint fehér billentyűt a zongorista ujja.

### A zongora fekete billentyűs skálái
A zongora fekete billentyűs pentaton skálái a következők:
| Sorszám | Név                          | Fekete billentyűk         | Arányok           | Fehér billentyűs transzponált |
| ------- | ---------------------------- | ------------------------- | ----------------- | ----------------------------- |
| 1       | Pentaton moll                | Esz-Gesz-Ász-Bé-Desz-Esz  | 30:36:40:45:54:60 | A C D E G A                   |
| 2       | Pentaton dúr                 | Gesz-Ász-Bé-Desz-Esz-Gesz | 24:27:30:36:40:48 | C D E G A C                   |
| 3       | Felfüggesztett egyiptomi     | Ász-Bé-Desz-Esz-Gesz-Ász  | 24:27:32:36:40:48 | D E G A C D                   |
| 4       | Blues moll, Man Gong         | Bé-Desz-Esz-Gesz-Ász-Bé   | 15:18:20:24:27:30 | E G A C D E                   |
| 5       | Blues dúr, Ritusen, yo skála | Desz-Esz-Gesz-Ász-Bé-Desz | 24:27:32:36:40:48 | G A C D E G                   |

(A kis szeptim lehet 7:4, 16:9 vagy 9:5; a nagy szext 27:16 vagy 5:3. A kettőt úgy választjuk, hogy az arányokban lehetőleg kis számok legyenek.)
Ricker a pentaton dúr skálát az I while Gilchristben mode III-nak jelölte.

## Szerepe a zenében

### A magyar zenében
A magyar népzenében gyakori a moll pentaton. Különösen a régi, kvintváltó, ereszkedő stílusú dalokra jellemző, de léteznek új stílusú pentaton népdalok is, habár török hatásra módosított hangok is megjelentek bennük. Ezeknek a daloknak rokonai a csuvas, a tatár, a mordvin, a yürük, a jugur és a cseremisz dallamok, annyira, hogy sokszor meg sem lehet tőlük különböztetni. A magyar népdalok dallamvilága befolyásolta a magyarsággal együtt élő szlovák, horvát, román népek zenéjét is.
Példák pentaton népdalokra:
- Anyám, édesanyám, elfeslett a csizmám
- Az hol én elmegyek
- Fehér fuszulykavirág
- Hej, Dunáról fúj a szél
- Megrakják a tüzet
- Őszi szél fúj a hegyekről
- Röpülj, páva, röpülj
- Volt nekem egy kecském

Új stílusú pentaton népdal: Erdő, erdő, de magos a teteje.
Dúr pentaton népdal: Hol jártál, báránykám?, 1. változat.
Hangszeres népzene is létezett. A jó fülű, zenekedvelő parasztok több népi hangszert is ismertek, melyek közül többet saját maguk készítettek. Ezek közé tartozott a síp, a furulya, a tülök, a duda, a koboz, a tambura, a tekerőlant, a citera, a hegedű és a cimbalom. Ezeket a hangszereket a népdalok is megörökítették. Hivatásos népi zenészek nem voltak; a parasztok jövedelemkiegészítésként zenéltek. A jó zenészeket messze földön számon tartották.
A magyar népzene erősen hatott a műzenére is. A népzene iránti érdeklődés a 19. században kelt fel. Csokonai Vitéz Mihálynak már volt népi szöveggyűjteménye. Liszt Ferenc felvállalta a magyar népi zene elterjesztését, és gyűjtőutat is tervezett, amire azonban már nem keríthetett sort. Egy pentatóniát használó műve az Au bord d´une source. Kölcsey Ferenc is a magyar népdalt akarta megnemesíteni. Bartók Béla és Kodály Zoltán volt a legnagyobb zenegyűjtő, akik fel is használták az általuk gyűjtött dallamokat. A csodálatos mandarin pentaton dallamvilágú, ahogy a Mikrokozmosz több darabja is.

### Az európai zeneszerzésben
Az európai zeneszerzők is használtak pentatont speciális célokra. Érdeklődésük a népzene, a távoli tájak és a régi korok zenéjének felfedezésével kelt fel. A romantika korától kezdve kezelték önállóan. A zeneszerzők főként saját népük népzenéjéből merítettek. Példák:
- Edvard Grieg Peer-Gynt-szvitjének főmotívuma
- Antonín Dvořák Largo-mondatának témája a 9. szimfóniából és a 12. vonósnégyes.

Antonín Dvořákot az indián zene és az afroamerikai spirituálék inspirálták; így a "New World" szimfónia és az "American" kvartett is pentaton témákat használ. Giacomo Puccini Pillangókisasszonyja és Turandotja a japán és a kínai zene pentatóniájára utal. Maurice Ravel a "Passacaille" dallama pentaton alapú, ami a Piano Trio harmadik mozdulata. A "Laideronette, Emperatrice des Pagodes" pentatóniája a kínai zenére utal, ami a Ma Mère l'Oye harmadik mozdulata. Igor Stravinsky The Nightingale-ja tele van pentaton szakaszokkal. Gustav Mahler Das Lied von der Erde című művében keveredik a keleti pentatónia és a romantikus harmónia, ami egyedi hangzást hoz létre.
A leggyakoribb pentaton skálák (dúr: C-D-E-G-A moll:C-E♭-F-G-H♭) hasznosak a modális zeneszerzésben, mert átmenetet alkotnak a dúr és a moll jellegű skálák között. Ezzel szemben a pentaton dallam harmonizációja nem bízható kizárólag a skálára. Hanghatásként használták a dúr-moll modális harmónia kiegészítésére és gazdagítására, például Frédéric Chopin: Etude op. 10 Nr. 5, ahol gesz-dúrban a jobb kéz csak a fekete billentyűket használja.
Az impresszionizmustól kezdve a pentatóniát a tonalitás egy formájának tekintik, ami akár egész műveket is meghatároz:
- Claude Debussy: Arabeszk. Nr. 1 a jávai és balinéz gamelánzene ihletésére, amit a szerző az 1889-es párizsi világkiállításon ismert meg.
- Maurice Ravel: Passacaille. A Ma Mère l'Oye Laideronette tételének Pianotriosának harmadik mondata.
- Susanne Hinkelbein: Economia de Tahuantinsuyu, a Latin-Amerika ciklus második darabja.

Lou Harrison kortárs zeneszerző néhány művében általa kidolgozott ötfokú skálát használ.

### Gospel, blues, pop, rock és jazz
Az afrikai eredetű gospelekben is megjelenik a pentatónia. Erre példa a Swing Low, Sweet Chariot. Az Amazing Grace kelta (ír vagy skót) eredetű.
A Nyugat-Afrikában beszélt nyelvek dallama közel áll a moll pentatonhoz. Ezen alapszik a blues dallama. Szűkített kvintzet tartalmaz, ami meghatározza a zene hangvételét. A negyedik skálahang a skála közepe fölött fél hangnyira található. Ugyanez a skála jelenik meg a popban, a rockban és a bluesban.
A gitáron viszonylag egyszerű pentaton skálában játszani, ezért a kezdők pentatonban játszanak. Mivel a pentatonból hiányoznaik azok a hangok, amelyek feloldandó feszültséget okozhatnak, ezért improvizálásra is kifejezetten alkalmas. Több híres gitárszóló is pentaton alapú, például a Guns N’ Roses.
A jazzben mind a moll, mind a dúr pentaton előfordul. A jazz-, pop-, és a rockimprovizációkban egyszerűbb játszhatósága miatt gyakori.  Rock guitar solo almost all over B minor pentatonic Maga a blues skála is moll pentatonból származtatható. A C hármashangzat (C, E, G) mellett az F disszonáns, mert klis szekund az E-hez képest, ezért ritkán használják. Ha a pentaton hangkészletre szorítkoznak, akkor már el is kerülték a legdisszonánsabb hangközöket. A C-dúr 1, 2, 3, 5, 6 számú hangja vagy a C-hármashangzathoz tartozik (1, 3, 5), vagy annak összhangzó kiterjesztése (2, 6). Ennek megfelelője mollban az 1, ♭3, 4, 5, ♭7 hasonlóan áll össze: (1, ♭3, 5) moll hármashangzat, és (4, ♭7) az összhangzó kiterjesztés.
Több jazzkompozíció pentaton alapú, erre példa az Afro Blue, a Mercy, Mercy, Mercy, a Summertime, a Take Five, vagy a Watermelon Man.

### Más zenei hagyományok
A gyerekdalokban gyakori a pentatónia, mert a gyerekek számára könnyebben kezelhető, mint a bővebb skálák. Még a diatonikus gyerekdalok is gyakran tartalmaznak pentaton frázisokat. Ezek alapján a zenetörténészek úgy vélik, hogy a pentatónia volt a dallamos zene alapja.
A reklámzenék a gyerekdalokra igyekeznek hasonlítani, ezért azok pentatóniáját is átveszik, annak egyszerűsége és a pentaton dalok könnyű tanulhatósága miatt.
A kínai és a mongol zene alapskálája a dúr pentaton. A japán shakuhachi fúvós hangszer lyukaival képzett alaphangok a meri és a kari technikák nélkül moll pentatont alkotnak. A Sakura hemitónikus ötfokú skálát használ, A-H-C-E-F hangokkal. A japán buddhista shomyo dalokban használt Yo skála pentaton, és pentaton a gagaku is, ami ezeket a hangokat használja:
| D Yo skála |

A jávai gamelánzene, a slendro közel hemitónikus ötfokú skálát használ (~ C, Desz, Esz, G, Ász), közel egyenletes szomszédos hangközökkel. A pelog hétfokú skála, de sosem használják egy dalban mind a hét hangot, hanem mindig csak ötöt. Ezek a skálák pathet néven ismertek, és különböző kulcsoknak vagy módoknak felelnek meg.
Az indiai zenében (C-re építve) a C, E, F, G, B hemitónikus ötfokú skála használatos.
Az izlandi tvísöngu hangjai a C-dúr E, F, A, H és C hangjainak felel meg.
A skót zenében gyakori a pentaton. A skót duda hangkészlete három összefésült pentaton skálából áll. A piobaireachd zene a kilenc lehetséges hang közül egy pentatont használ. Az ír zene hasonló a skóthoz.
Az appalachi népzenében moll pentatont (is) használnak. A pentaton jellemző a feketeláb népzenére. Az andoki zenében gyakori a moll, ritkább a dúr pentaton. Az inka zenei örökségre épül. Legrégibb fajtáihoz nem használnak húros hangszereket. Az éneket párhuzamos kvintek és kvartok kísérik.
Észak-Amerika néhány népszerű éneke szintén pentaton, például az "Ol' Man River" és a "Sukiyaki". A filmzenében a hangszereléstől függően primitív vagy egzotikus környezetet jelez, például keletit vagy indiánt. A The 7 Faces of Dr. Lao című filmben mind a kettő előfordul.
Az Amerikai Egyesült Államok hadseregében énekelt dalok is gyakran pentatonok.
A vallási zenék, himnuszok közül több is pentatonban íródott, például az "Amazing Grace" is, ami az egyik legnépszerűbb vallási népének Észak-Amerikában. Az európai zeneszerzők sokáig az egyházzene integráns részeként kezelték az ötfokúságot.

## Hangolás
Ben Johnston ezt a pitagoraszi hangolást adta meg a moll pentaton skálára::
| Hangjegy | Solfege | A     | A     | C     | C     | D   | D   | E     | E     | G    | G    | A   | A   |
| -------- | ------- | ----- | ----- | ----- | ----- | --- | --- | ----- | ----- | ---- | ---- | --- | --- |
| Hangjegy | Arány   | 1/1   | 1/1   | 32/27 | 32/27 | 4/3 | 4/3 | 3/2   | 3/2   | 16/9 | 16/9 | 2/1 | 2/1 |
| Hangjegy | Hang    | 1     | 1     | 3     | 3     | 4   | 4   | 5     | 5     | 7    | 7    | 8   | 8   |
| Step     | Név     |       | m3    | m3    | T     | T   | T   | T     | m3    | m3   | T    | T   |     |
| Step     | Arány   | 32/27 | 32/27 | 9/8   | 9/8   | 9/8 | 9/8 | 32/27 | 32/27 | 9/8  | 9/8  |     |     |

 Lejátszás

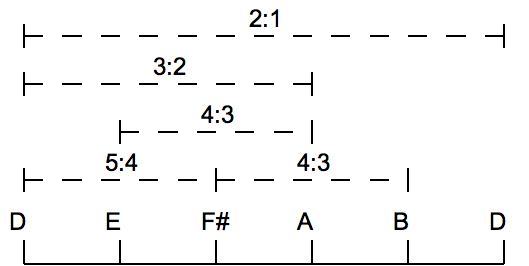
Lou Harrison: "American gamelan", Old Granddad pentaton hangolása. Ez a 24:27:30:36:40 arányokat adja.

Ez az 54:64:72:81:96 arányokat eredményezi. Ez a történelmi pitagoraszi és kromatikus skálákból való származásra utal, amelyek a tiszta kvintekre épültek 3:2 arányokkal (C-G-D-A-E). A pentaton skálát a diatonikus skálából származtatva a 20:24:27:30:36 arányokat kapjuk: (A-C-D-E-G = 5/3-1/1-9/8-5/4-3/2). A pontos frekvenciaarányokat nehéz meghatározni a legtöbb kultúrában, ezért a hangolás változó.

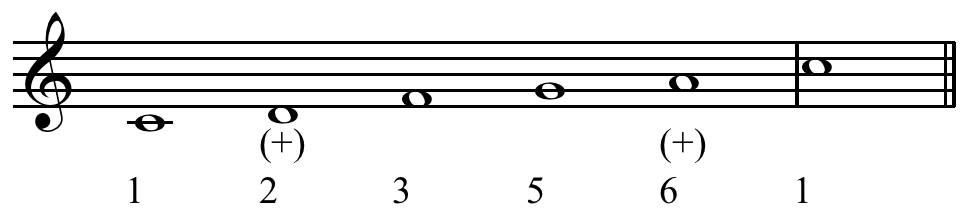
Slendro a nyugati notációval közelítve A slendro és a pelog jelölése a nyugati hangjegyírásban nem tekinthető abszolútnak. A nem nyugati skálák nem mindig illeszkednek a nyugati hangjegyíráshoz.

Például a Jáván és Balin használt slendro pentaton és változatai durván közelíthetők az egyenletes hangolású pentatonnal, de a hangolás gamelanról gamelanra változó.
A Tanzániában élő gogo nép zenészei az alaphang negyediktől kilencedikig terjedő felharmonikusait éneklik, néha a tizediket is használják, ami a 4:5:6:7:8:9 arányoknak felel meg. A nyolcadikig ez egy oktávba eső öt hang, ahol a nyolcadik a negyedik oktávja. A kilencedik egy nagy szekund a nyolcadik felett. A 6:7:8 arány közelítőleg két szeptim, ami ritka a nyugati zenében.
Lou Harrison egyike azoknak a zenészeknek, akik történelmi analógiák alapján új pentaton skálákat alkottak. Harrison és William Colvig a Si Betty gamelánt 16:19:21:24:28 arányú skálára hangolta (1/1-19/16-21/16-3/2-7/4), a Mills gamelánt pedig a 8:7-7:6-9:8-8:7-7:6 (1/1-8/7-4/3-3/2-12/7-2/1 = 42:48:56:63:72) arányokra.

## Az oktatásban
A pentaton skálának több zenepedagógiai módszerben fontos szerephez jut a zeneoktatás korai szakaszában. Carl Orff módszere bátorítja a kreativitást és az improvizációt. Carl Orff a pentatont veleszületett tonalitásnak tartotta. A felhasznált hangszerek: a xilofon, a harangjáték és más hasonló hangszerek könnyen szétszedhető részekből állnak, ami lehetővé teszi a skála leszűkítését. A gyerekek először pentaton skálát használnak, majd ezt a hangszer bővítésével együtt bővítik egészen addig, amíg el nem érik a teljes diatonikus skálát. Orff szerint a pentaton azért is jó, mert a legdisszonánsabb hangközök hiánya miatt az eredmény mindenképpen jól hangzik majd.
A Waldorf iskola szerint a pentatónia egyszerűsége és a kifejezésre való öntudatlan nyitottsága miatt alkalmas a kisgyerekek számára. A kisgyerekekkel énekelt dalokban először a kvintek a hangsúlyosak; a többi hangköz kiemelésére csak fokozatosan kerülhet sor. A hatodik hangot csak kilencéves korban vezetik be, majd rátérnek a modern diatónikus skálákra. A cél az, hogy megfeleljenek a természetes fejlődési folyamatoknak. Használnak lírát, pentaton hangkészletű furulyát és más hangszereket, közöttük speciális, a Waldorf iskolák és óvodák számára tervezetteket is.
A Kodály-módszer korai szakaszába utólag vezették be a pentaton hangkészletet, mert túl nagy volt a hangterjedelem és túl kicsik a hangközök a kisgyerekek számára. A népzene a korai zenei nevelés ideális eszköze egyszerű nyelvezete, rövid alakzatai és pentaton hangkészlete miatt. Ennek megfelelően válogatták össze a gyerek- és a népdalokat a módszer számára. Később ezt a skálát fokozatosan bővítik a fejlődési megközelítés elve alapján.
A belga Lucy Gelber az 1970-es években a Warldorf rendszeréből indult ki. Egy nagy méretű tanulmányból azt a következtetést vonta le, hogy a gyerekek először az alaphangok, utána a hangközök megtanulásáras válnak képessé. A hangközök csak lassan kristályosodnak ki, és lépésenként jutnak el a pentatóniáig.
A zongoraoktatásban egyes iskolák kihasználják, hogy a fekete billentyűk pentaton skálát alkotnak. Tanítványaikat bátorítják a csak fekete billentyűs improvizációra, hogy játékosan ismerkedjenek a hangszerrel és kifejlesszenek egy alap dallamértést.
A beszédzavarok kezelésére szintén használnak régi stílusú kvintváltó pentaton énekeket, hogy segítsék a sérültek visszatalálását a magyar nyelvhez annak beszéddallamával együtt.
A zeneterápiában is alkalmazzák.

## Külső linkek
- http://nepzeneipeldatar.hu/bongeszes/?sid=1 népdalgyűjtemény
- http://www.parlando.hu/2011/2011-3/Pentaton-netre.htm a világ körül

## Külső hivatkozások
- World Science Festival: The Power of the Pentatonic Scale (3 perces, angol nyelvű video, km.: Bobby McFerrin, 2011. január 26.)